# Abbaye Saint-Ruf d'Avignon
Pour les articles homonymes, voir Abbaye Saint-Ruf.
L'abbaye Saint-Ruf d'Avignon est un ancien établissement religieux en partie détruit situé avenue du Moulin-Notre-Dame à Avignon dans le département français de Vaucluse en région Provence-Alpes-Côte d'Azur.
Les restes de l'abbaye ont été classés monuments historiques par liste de 1889.

## Histoire
Dédié à saint Ruf, l'abbaye est le siège des chanoines réguliers de Saint Ruf développé à la fin du XIe siècle à partir d'un lieu de culte de la périphérie d'Avignon, mal documenté jusqu'à sa cession en 1039 à quatre clercs, désireux de « vivre religieusement », par Benoît, évêque d'Avignon.
Des fouilles archéologiques ont montré que le site de l'abbaye avignonnaise était initialement celui d'une nécropole paléochrétienne. Mais la personnalité exacte du saint n'est pas assurée : sa qualification comme premier évêque d'Avignon, son identification avec Rufus (en) le fils de Simon de Cyrène, relèvent de traditions développées avec l'essor de l'ordre.

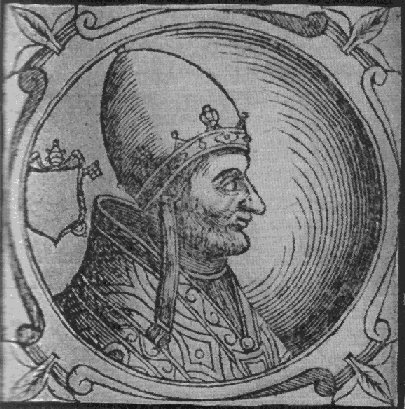
Adrien IV avait rejoint l'abbaye avant de devenir pape.

L'abbaye, soutenue par la papauté grégorienne et les comtes de Barcelone, devient au XIIe siècle un des principaux foyers de la réforme canoniale, dont les coutumes connaissent une diffusion « européenne » (France méridionale, péninsule Ibérique, Scandinavie, Allemagne du sud, etc.). Ce rayonnement est doublé par la construction d'un ordre religieux d'une ampleur moindre, ce qui explique qu'il soit négligé par l'historiographie. Toujours au XIIe siècle, on verra le futur pape Adrien IV joindre les chanoines réguliers de l'abbaye.
Le siège de cet ordre fut toutefois déplacé à Valence en 1158, à la suite de différends avec le chapitre cathédral d'Avignon. Le site de l'ancienne abbaye devint alors le siège d'un simple prieuré rufinien, rapidement annexé aux revenus particuliers des abbés de Saint-Ruf. L'ensemble est fortifié au XIIe siècle.
Deux conciles provinciaux s'y réunissent néanmoins au XIVe siècle, en 1326 et 1337, présidés par le camérier de Jean XXII, Gasbert de Valle, archevêque d'Arles.
L'existence de l'ordre a diffusé le culte de ce saint hors du diocèse d'Avignon. On retrouve la consécration de lieux de cultes voués à saint Ruf dans le Dauphiné (Valence, Romans), en Provence (Montpellier), mais aussi dans plus d'une centaine de lieux en Espagne (Lérida), en Italie du Nord et en Terre sainte. Le rayonnement artistique de Saint-Ruf, mal connu, paraît avoir été considérable.
L'abbatiale est en partie détruite en 1763.

## Architecture

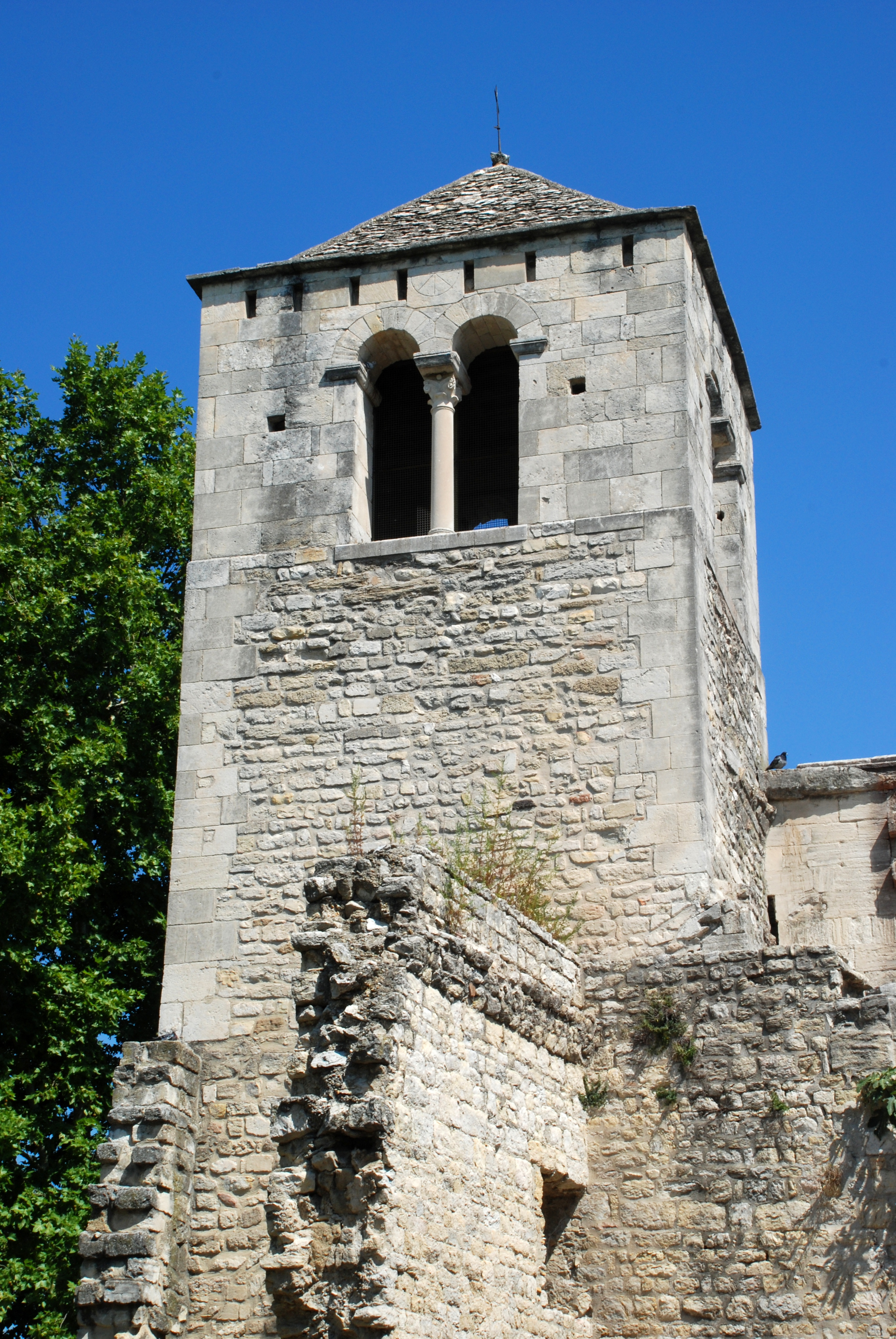
Le clocher.

Ne subsistent aujourd'hui, à la suite de démolitions ordonnées par les derniers abbés et des destructions postérieures à la sécularisation de l'ordre, que le chevet de l'abbatiale, le clocher, le transept et un départ de nef.
Non intégrée à la cité d'Avignon, l'abbaye fut fortifiée au Moyen Âge puisque se voient encore sur le transept créneaux et archères.

### Le clocher
Les niveaux inférieurs du clocher sont faits de moellons et présentent des chaînages d'angle constitués de pierres de taille en grand appareil.
Le niveau supérieur du clocher est quant à lui entièrement bâti en pierres de taille assemblées en grand appareil irrégulier.
Chacune de ses faces est ornée de baies géminées séparées par une colonnette.

### Le chevet
Le chevet est constitué d'une abside polygonale encadrée de deux absidioles semi-circulaires.
L'abside centrale est percée de trois fenêtres absidiales. La fenêtre absidiale axiale est ornée d'une archivolte à triple voussure soutenue par deux élégantes colonnettes au fût cannelé. Les fenêtres latérales de cette même abside sont encadrées d'un boudin surmonté d'une frise de dents d'engrenage.
Derrière le chevet, le transept présente des traces de fortification.

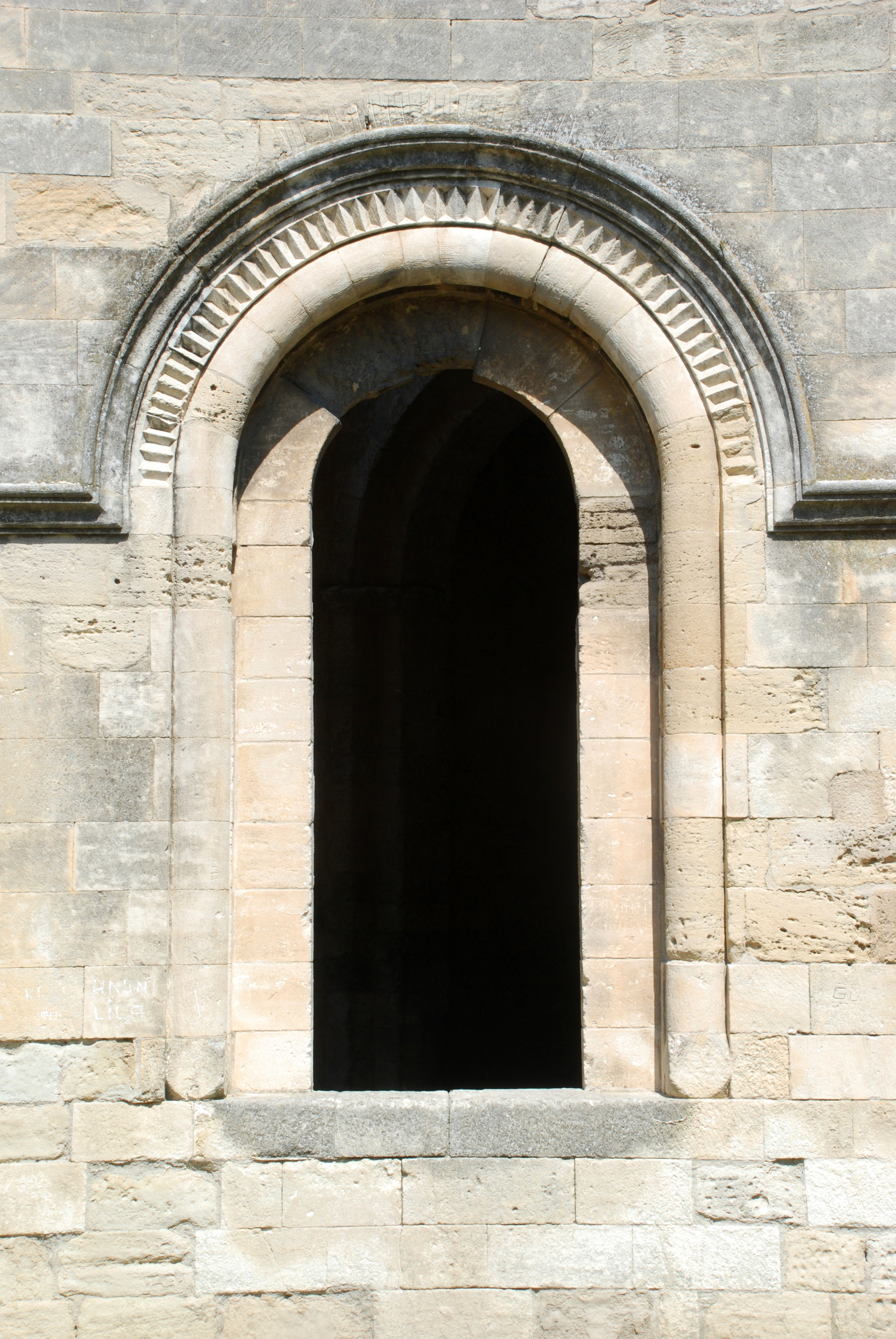
La fenêtre absidiale gauche.
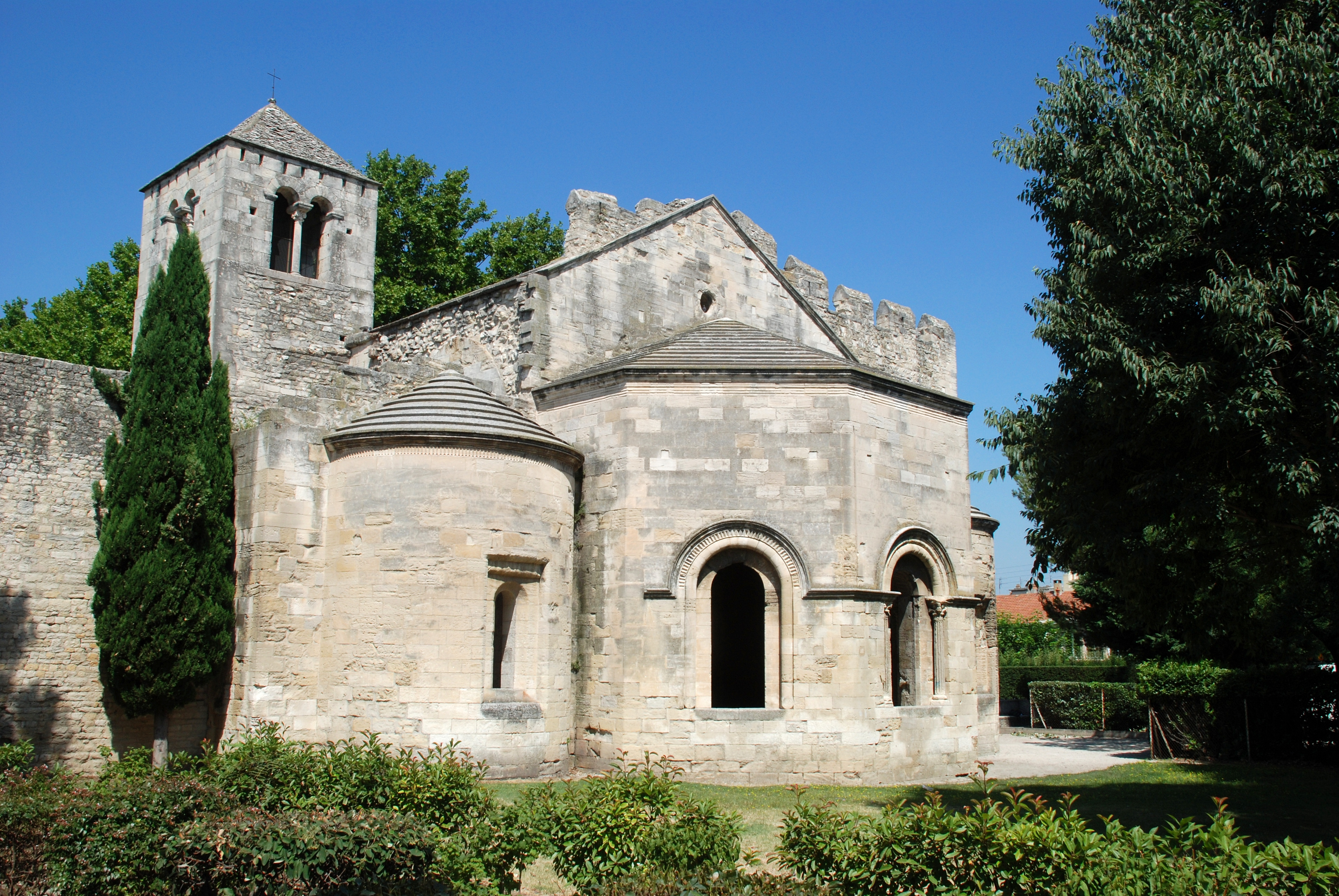
Le chevet et les traces de fortification du transept.
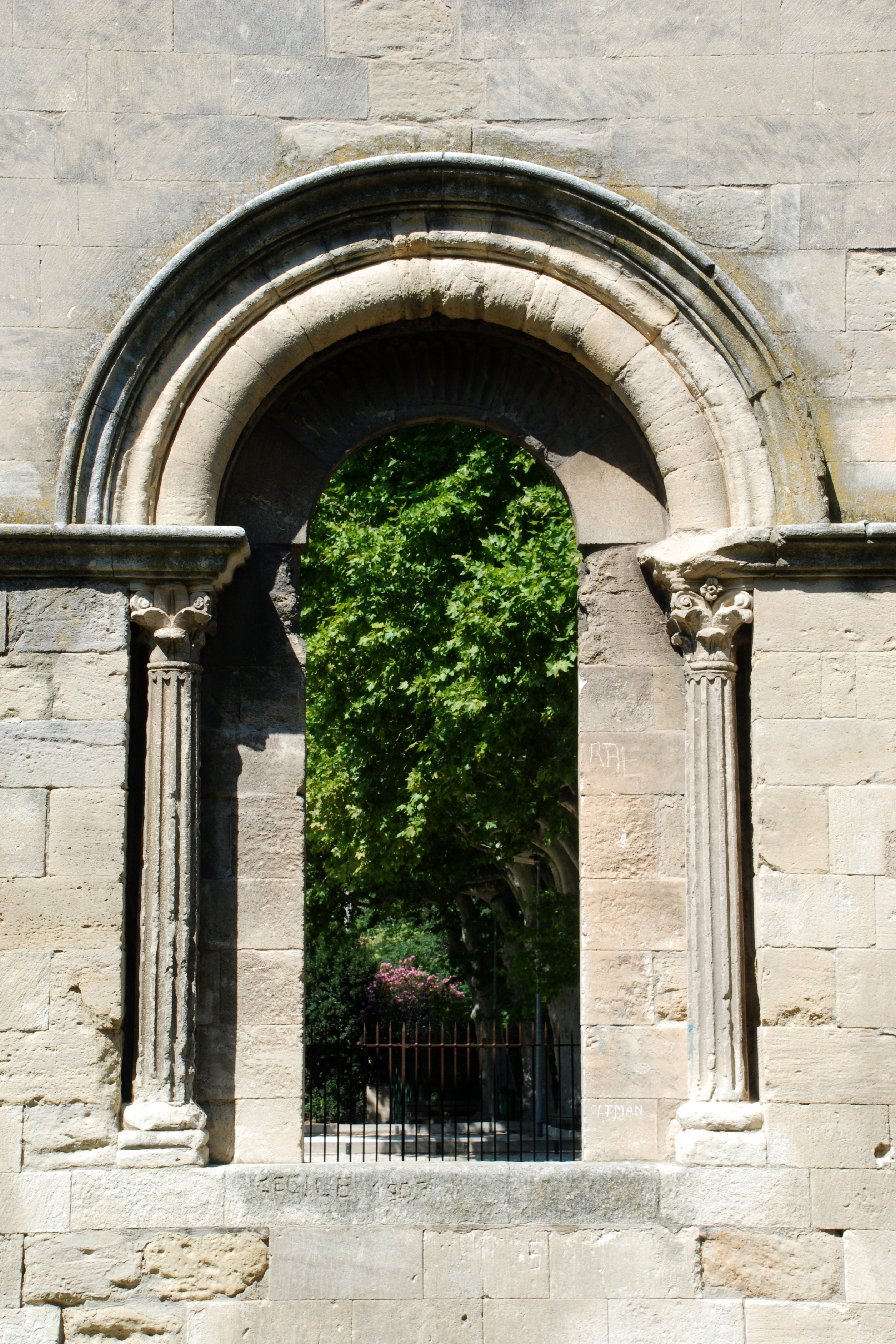
La fenêtre absidiale axiale.

### Le chœur
Le chœur, voûté en cul-de-four, est orné de trois fenêtres encadrées d'élégantes colonnettes à la décoration variée.
À nouveau, la fenêtre centrale présente une décoration plus riche : son intrados et son archivolte sont ornés de frises de billettes.
Le chœur est précédé d'un arc triomphal soutenu par deux imposants pilastres au fût cannelé et surmonté d'un boudin supporté par deux colonnettes.

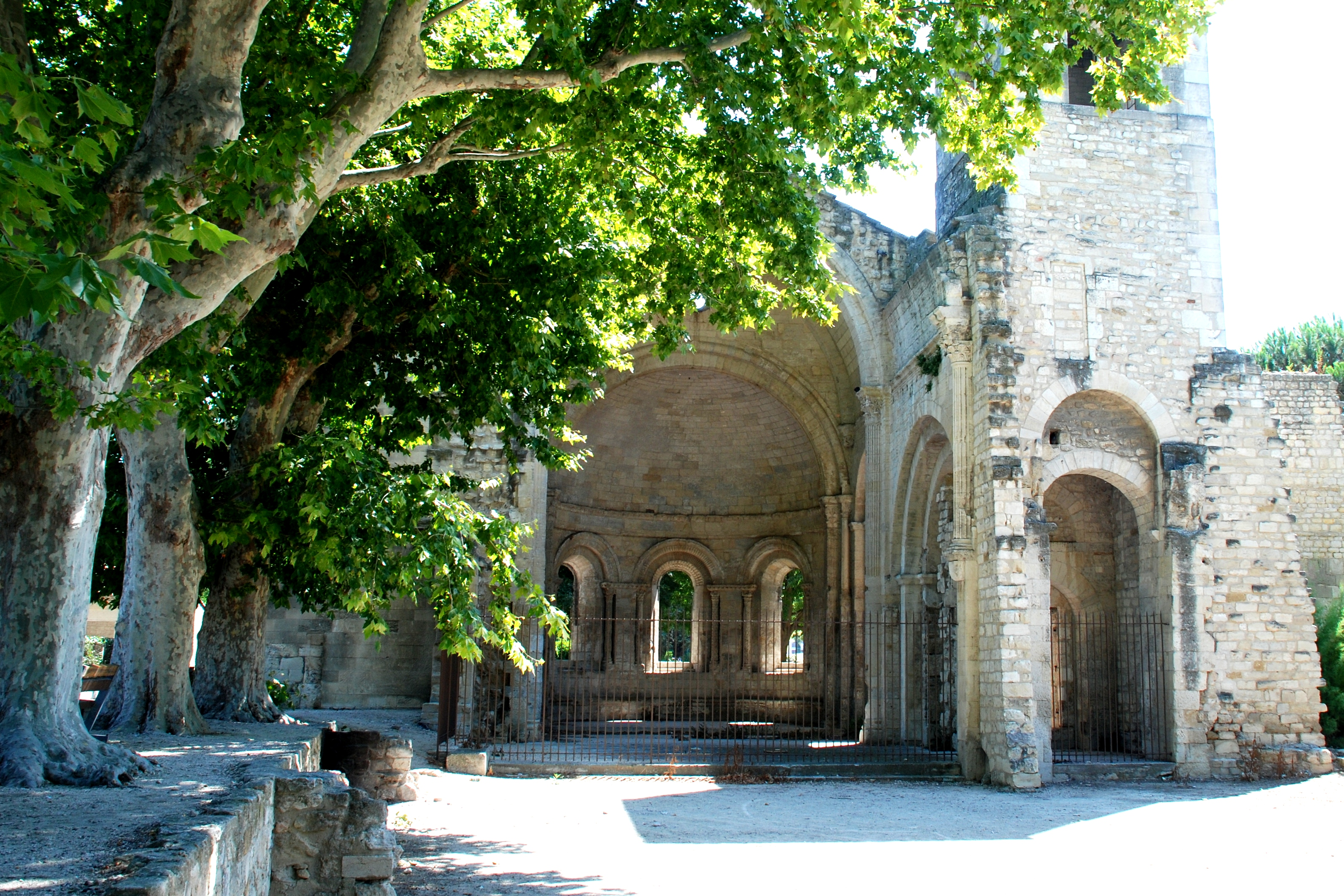
La nef en ruines et le chœur.
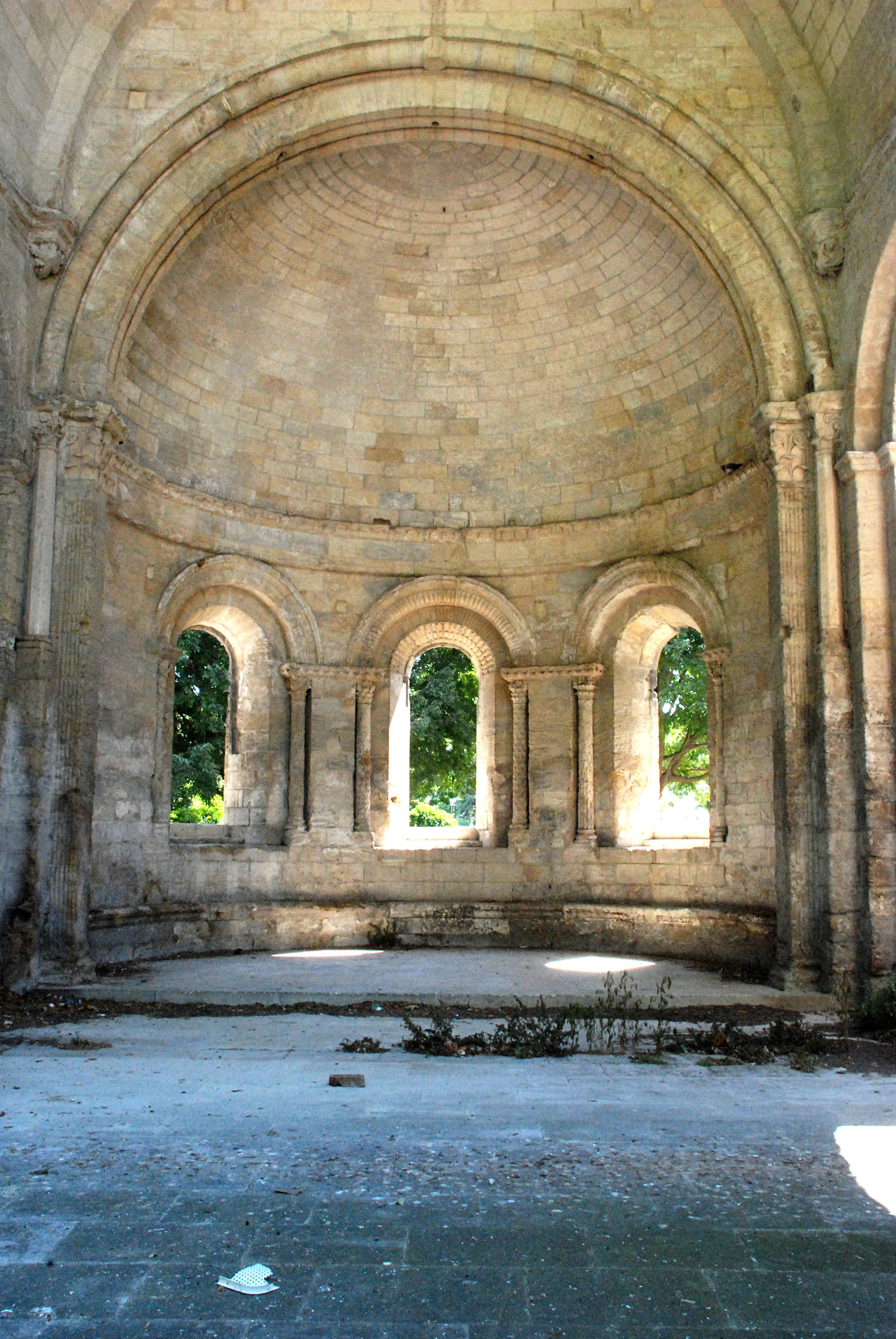
Le chœur.
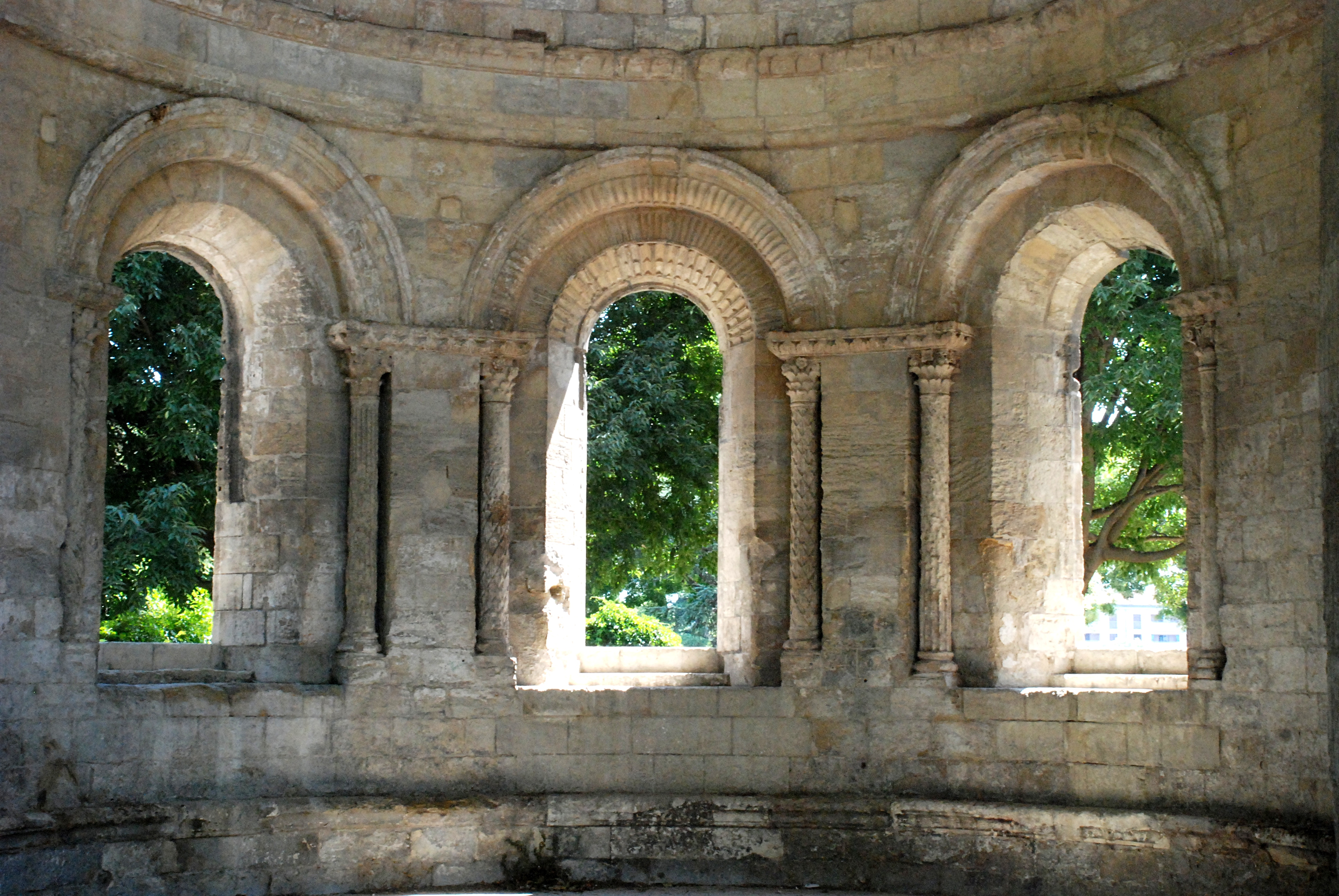
Les fenêtres du chœur.

### La nef
La nef comportait cinq travées voûtées en berceau. Ses ruines présentent encore une abondante décoration inspirée de l'antique, typique de l'art roman provençal :
- colonnes cannelées
- pilastres cannelés
- chapiteaux à feuilles d'acanthe
- entablement à l'antique

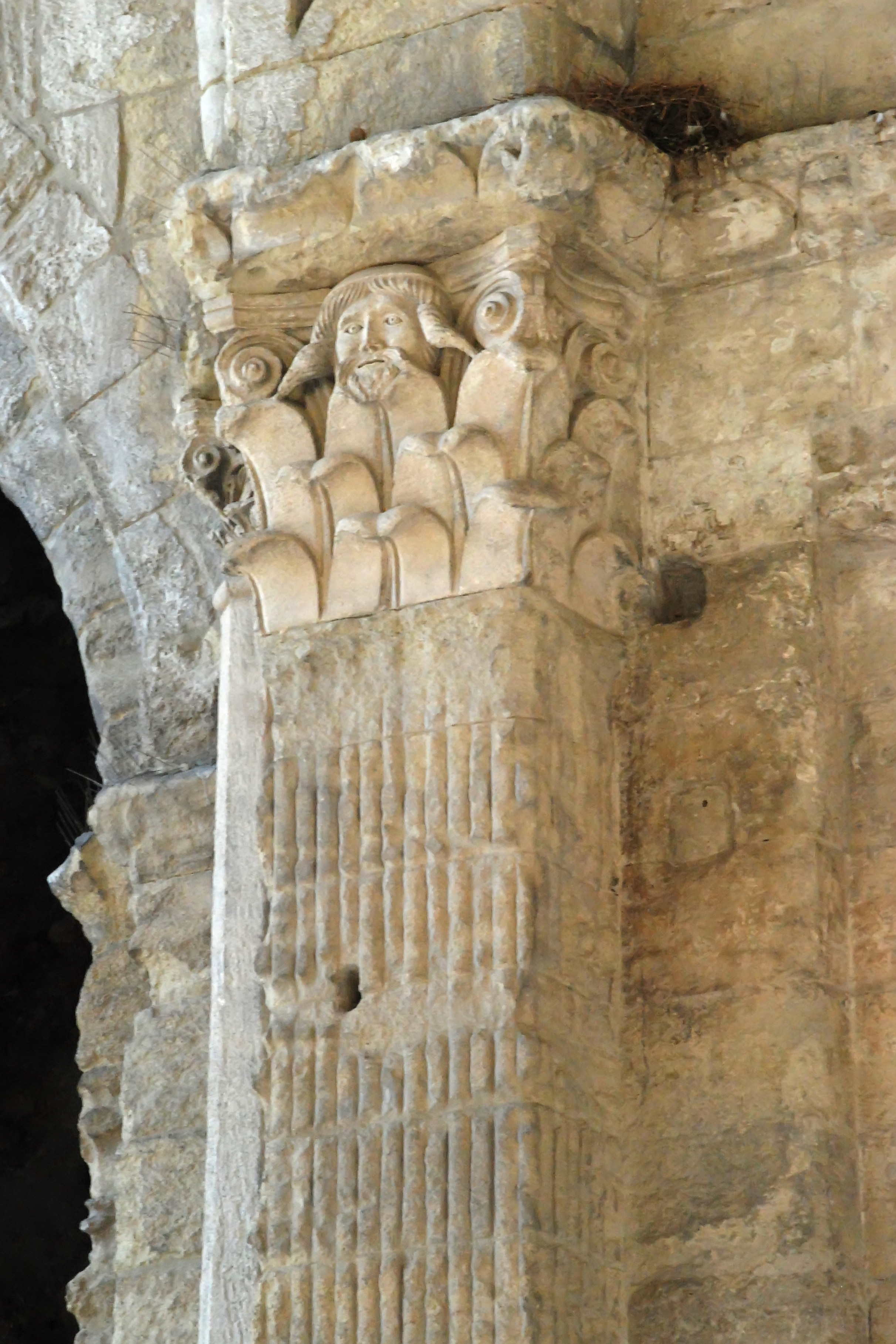
Pilastre cannelé et chapiteau.
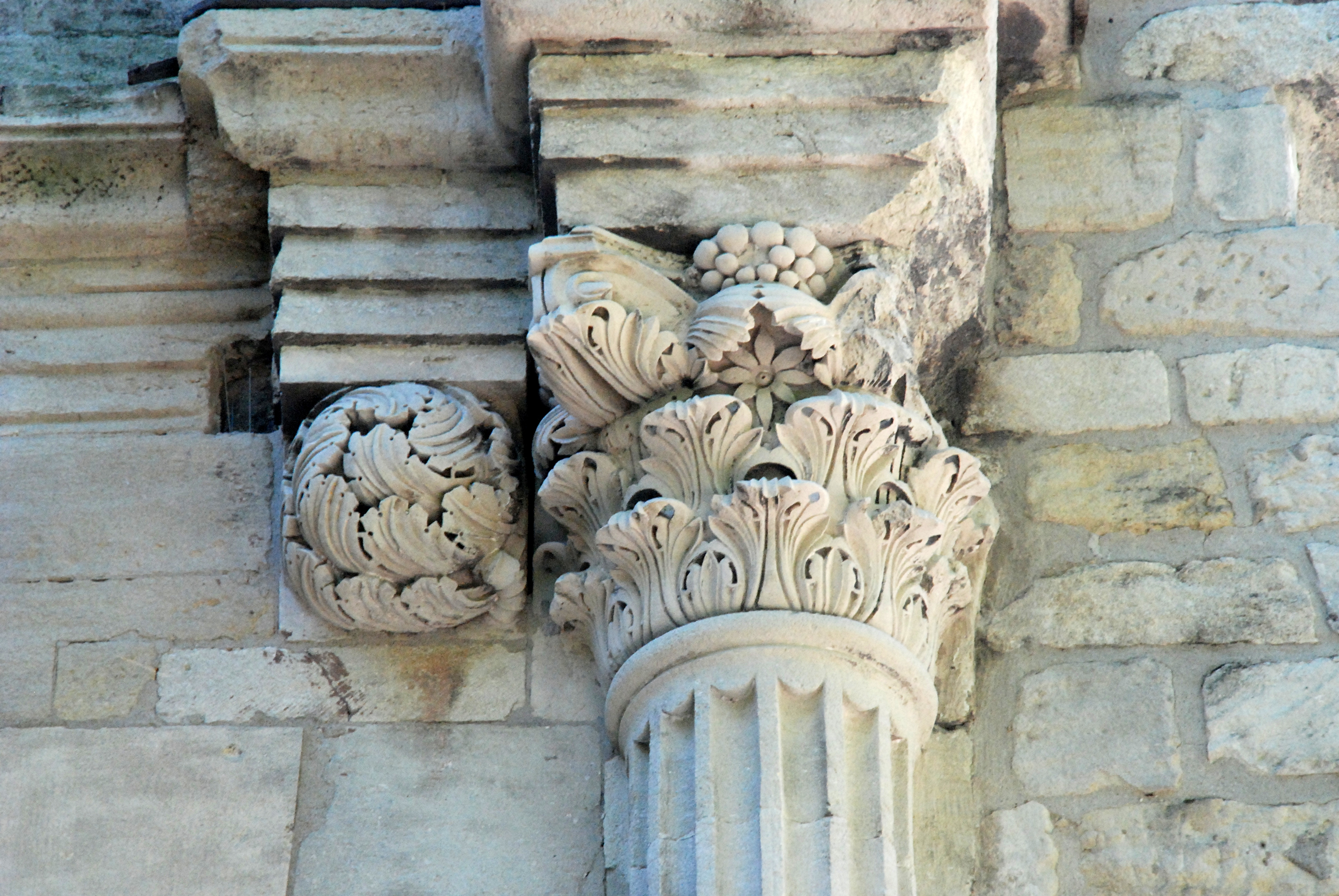
Colonne cannelée et chapiteau à feuilles d'acanthe, fleur et fruits.
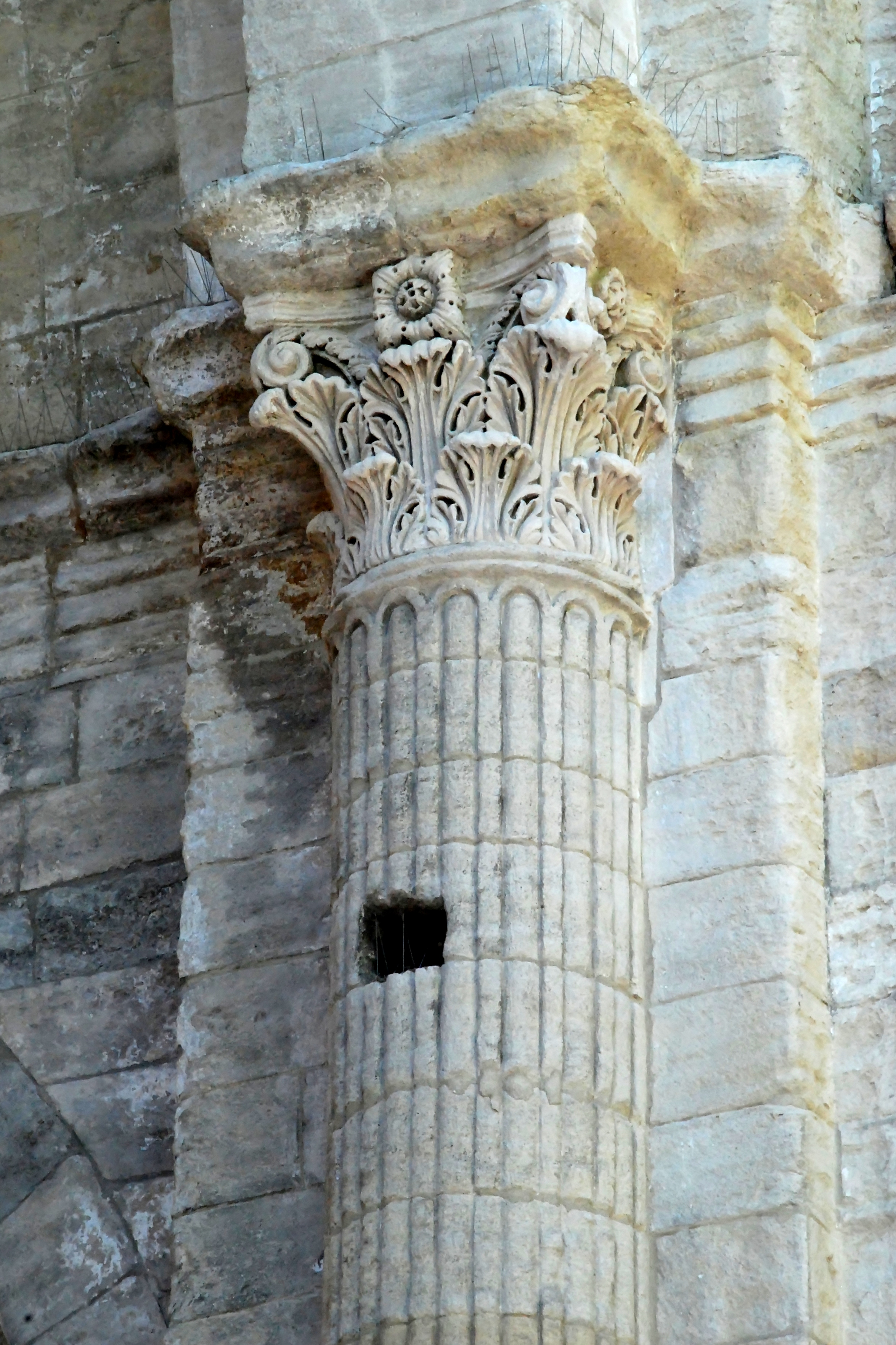
Colonne cannelée et chapiteau à feuilles d'acanthe.

L'un des chapiteaux de l'abbaye, représentant le Songe de Joseph (pièce de marbre datée vers 1145), est conservé au musée du Petit Palais à Avignon,.